# Вомака, Вальтер
Вальтер Во́мака (нем. Walter Womacka; 22 декабря 1925, Горни-Йиржетин, Чехословакия — 18 сентября 2010, Берлин, Германия) — немецкий художник-монументалист, живописец, профессор. Вице-президент Союза художников ГДР (1959—1988), ректор Высшей школы искусств Вайсензее в Берлине (1968—1988).
Академик Академии искусств ГДР (1969). Лауреат трёх Национальных премий ГДР (1962, 1968, 1985).

## Биография
Родился 22 декабря 1925 года в городе Горни-Йиржетин (Чехословакия) в семье садовника.
В 1940—1943 гг. учился в Государственной школе керамики в городе Теплице и получил специальность художника-декоратора.
В 1943 году призван на военную службу и отправлен на фронт, имел ранения.
В 1946 году поступил в школу искусств в Брауншвейге на факультет живописи (педагог Бруно Мюллер-Линов)

В 1949 году из-за переезда его семьи в Тюрингию, Вомака перевелся в Веймарскую высшую школу архитектуры и изобразительных искусств (педагоги Ханс Хофманн-Ледерер, Герман Кирхбергер и Отто Хербиг). 
В 1951 году Высшая школа преобразована в Университет архитектуры Баухаус и Вомака был переведен в Высшую школу изобразительных искусств Дрездена (мастерская Рудольфа Бергандера), которую окончил в 1952 году.
В 1953 году Вальтер Вомака стал преподавателем в Высшей школе искусств Вайсензее в Берлине (с 1968 года — профессор). Среди учеников — Георг Базелиц. В 1968—1988 гг. — ректор.
В 1959 был избран вице-президентом Союза художников ГДР.
В 1968 году избран действительным членом Академии искусств ГДР.
После 1990 года занимался в основном живописью.
Вальтер Вомака скончался 18 сентября 2010 года в Берлине. Похороны состоялись 7 октября 2010 года на Центральном кладбище Фридрихсфельде в Берлине.

## Творчество
Вальтер Вомака был одним из важнейших представителей социалистического реализма в ГДР и крупнейшим художником-монументалистом в стране. Он создавал фрески, мозаики, панно, эмали, рельефы, витражи, которые украшали целый ряд важнейших сооружений в Берлине и в других городах ГДР. Кроме этого Вомака работал и как живописец — его картины «На пляже», «Молодой фермер из кооператива» и «Отдых у урожая» неоднократно удостаивались различных премий. Создал также целую галерею портретов современников: политики Вальтер Ульбрихт и Хафез Асад, врач Мориц Мебель, обер-бургомистры Берлина Артур Вернер, Фридрих Эберт и Герберт Фехнер и др.

### Дальнейшая судьба монументальных произведений
После объединения Германии многие здания, построенные в ГДР, были снесены, в том числе и те, на которых были установлены произведения Вомаки. Так, три росписи для Министерства иностранных дел ГДР (1967) были уничтожены при сносе здания. Однако при сносе здания министерства строительства ГДР его фреска «Человек, мера всех вещей» (1968) была спасена по настоятельной просьбе жителей Берлина, отреставрирована и переустановлена на другом здании. То же самое произошло и с фреской «Когда коммунисты мечтают», установленной во Дворце Республики в главном фойе. Она была спасена перед сносом здания и теперь хранится в Немецком историческом музее.

## Основные произведения

### Монументальное искусство
- 1954 — Айзенхюттенштадт, витраж в Центре документации повседневной культуры ГДР
- 1958 — Айзенхюттенштадт, мозаика в интерьере ратуши[4]
- 1959 — Бад-Эльстер, витраж в ресторане Мариенкель.
- 1960 — Ораниенбург, три витража в вестибюле Национального мемориального музея Заксенхаузен
- 1962 — Берлин, три витража на лестничной клетке главного корпуса Университета Гумбольдта.
- 1964 — Берлин, витраж в здании бывшего Госсовета ГДР
- 1964 — Берлин, мозаика на здании Дома учителя
- 1965 — Айзенхюттенштадт, мозаика в универмаге
- 1967 — Берн (Швейцария), керамическое панно в вестибюле Центрального управления международного железнодорожного сообщения (OCTI)
- 1968 — Берлин, эмалевое панно «Человек — мера всех вещей» в бывшем Министерстве строительства ГДР
- 1970 — Берлин, Фонтан Дружбы народов на Александерплатц
- 1970 — Магдебург, фреска на Карл-Маркс-Штрассе (демонтирована в 2001 году и сейчас находится в частном собрании)
- 1973 — Оберхоф, эмалевое панно «Времена года» на здании отеля Rennsteig (отель был снесен в 2001 году, панно было предварительно снято и находится в настоящее время в частном собрании)

- Рельеф «Человек преодолевает время и пространство» на здании "Дома путешествий" на Александерплатц в Берлине
- Северо-восточная часть мозаики "Наша жизнь" на здании "Дома учителя" на Александерплатц в Берлине
- Юго-западная часть мозаики "Наша жизнь" на здании "Дома учителя" на Александерплатц в Берлине
- Панно «Человек создает свой мир» на бывшем здании Министерства иностранных дел ГДР.
- Мозаика "Человек, мера всех вещей", Берлин
- Мозаика «Совместный труд социалистических стран» на здании торгового центра LindenCenter, Берлин

## Награды
- 1957 — Художественная премия Общества германо-советской дружбы (2-я премия) — за картину «Отдых у урожая».
- 1959 — Художественная премия ГДР — за картину «Отдых у урожая».
- 1960 — Художественная премия Объединения свободных немецких профсоюзов — за картину «Молодой фермер из кооператива».
- 1962 — Национальная премия ГДР III степени
- 1963 — Медаль Йоханнеса Бехера
- 1965 — Орден «За заслуги перед Отечеством» I степени
- 1966 — Медаль Эриха Вайнерта
- 1968 — Национальная премия ГДР II степени
- 1975 — Художественная премия Объединения свободных немецких профсоюзов
- 1976 — Орден «Знамя Труда» I степени
- 1982 — Медаль Ханса Грундига
- 1985 — Национальная премия ГДР I степени
- 1986 — Художественной премия Ассоциации взаимопомощи крестьян
- 2009 — Премия в области прав человека Общества защиты гражданских прав и человеческого достоинства

## В филателии
Почта ГДР неоднократно выпускала почтовые марки с произведениями Вальтера Вомаки: